# Pro Display XDR
Il Pro Display XDR è un monitor professionale progettato e prodotto dalla Apple Inc.. È stato presentato insieme al Mac Pro il 3 giugno 2019 durante la Worldwide Developers Conference (WWDC) e commercializzato a partire dal 10 dicembre 2019. Dispone di un display Retina 6K (6016 × 3384 pixel) da 32 pollici con ampia gamma cromatica P3, supporto ai colori a 10 bit e una luminosità di picco fino a 1600 nit.
Per distinguere le sue specifiche avanzate rispetto ai tradizionali display HDR, Apple ha introdotto il termine Extreme Dynamic Range (XDR), sottolineando la maggiore luminosità, il contrasto elevato e la precisione cromatica del display.

## Caratteristiche

### Display
Il Pro Display XDR è dotato di un display LCD IPS da 32 pollici con tecnologia Oxide TFT. La risoluzione è di 6016 × 3384 pixel con densità di 218 ppi, per un totale di circa 20.4 milioni di pixel.

### Gamma cromatica
Il Pro Display XDR supporta l’ampia gamma cromatica P3 con una profondità colore a 10 bit per oltre 1 miliardo di colori.

### Luminosità e retroilluminazione
Il display utilizza un sistema di retroilluminazione 2D progettato da Apple composta da 576 LED controllati individualmente che offre un rapporto di contrasto di 1.000.000:1, una luminosità massima costante a tutto schermo di 1000 nit e picchi fino a 1600 nit.
Per ridurre gli effetti negativi della retroilluminazione vengono utilizzati dei LED blu, che sono dotati di una lente personalizzata (batwing lens) che piega la luce per migliorarne la diffusione. Un riflettore a cavità progettato da Apple dirige la luce verso l’alto riducendo la dispersione e mantenendo la coerenza luminosa. Inoltre, un foglio di trasformazione del colore con centinaia di strati converte la luce blu in luce bianca, mentre un omogeneizzatore di luce usa  micro-lenti per fornire il colore ed una luminosità uniforme su tutta la superficie del display, inclusi i bordi.

### Timing Controller (TCON)
Il Pro Display XDR è dotato di un controllore di temporizzazione (Timing Controller, TCON) progettato da Apple che gestisce in modo indipendente i livelli LED e LCD del display, utilizzando algoritmi personalizzati per sincronizzarli nell'immagine finale. Il TCON memorizza le caratteristiche individuali di ciascuno dei 576 LED, rilevate durante la calibrazione in fabbrica.

### Vetro di copertura
Il display è disponibile con 2 differenti pannelli di vetro:
- standard: ha una riflessione sull'asse dell'1,65% grazie a un rivestimento antiriflesso personalizzato che riduce l'abbagliamento di 3 volte;[4]
- nano-texture: presenta una superficie texturizzata opaca prodotta tramite un processo di incisione che disperde i riflessi della luce per un minore abbagliamento percepito, riducendone l'impatto su nitidezza, colore e contrasto;[4]

### Supporto
Il Pro Display XDR è disponibile con 2 supporti:
- Pro Stand: supporto modulare dotato di un braccio con inclinazione da –5° a +25° e 120 mm di regolazione dell'altezza che permette inoltre di orientare il display orizzontalmente o verticalmente;[4]
- adattatore VESA;[2]

Entrambi i supporti sono dotati di un connettore magnetico che permette di attaccare e staccare il display tramite un secondo magnete con polarità opposta situato sul retro del display.

## Specifiche
| Modello                    | Modello                    | Pro Display XDR |
| -------------------------- | -------------------------- | --- |
| Data di rilascio           | Data di rilascio           | December 10, 2019 |
| Codice                     | Codice                     | A1999 |
| Display                    | Tecnologia                 | LCD IPS con tecnologia Oxide TFT |
| Display                    | Diagonale                  | 31,6 pollici |
| Display                    | Risoluzione                | 6K (6016 × 3384 pixel) |
| Display                    | Densità                    | 218 ppi |
| Display                    | Formato                    | 16:9 |
| Display                    | Contrasto                  | 1.000.000:1 |
| Display                    | Luminosità                 | SDR: 500 nit XDR: 1000 nit (1600 nit di picco) |
| Tempo di risposta          | Tempo di risposta          | 5 ms |
| Frequenza di aggiornamento | Frequenza di aggiornamento | 47.95 Hz (48000/1001) 48.00 Hz 50.00 Hz 59.94 Hz (60000/1001) 60.00 Hz                                                                            |
| Colori                     | Colori                     | ampia gamma cromatica P3, profondità a 10 bit per 1,073 miliardi di colori                                                                        |
| Angolo di visuale          | Angolo di visuale          | 178° orizzontalmente e verticalmente |
| Potenza                    | Potenza                    | 100-240 V AC @ 50–60 Hz |
| Materiali                  | Materiali                  | frame di alluminio e vetro frontale |
| Periferiche                | Periferiche                | 1× 96 W Thunderbolt 3 (USB-C), 3× USB-C (USB 2)                                                                                                   |
| Supporti                   | Supporti                   | Pro Stand, adattatore Vesa |
| Dimensioni                 | Dimensioni                 | 41,2 cm × 71,8 cm × 2,7 cm (A × L × P) 53,3 cm – 65,3 cm (range di altezza con display in orizzontale) 80.6 cm (altezza con display in verticale) |
| Peso                       | Peso                       | 7.48 kg (senza stand) 11.8 kg (con stand) |